# مونكادا ي ريتشاتش
بلدية مونكادا إي ريشاك (بالكاتالانية: Montcada i Reixac) هي إحدى بلديات مقاطعة برشلونة، والتي تقع في منطقة كاتالونيا، شرق إسبانيا.
يبلغ عدد سكانها 32.111 نسمة وفقاً لإحصائية سنة (2007).

## أعلام
- مارتي دي برشلونة
- ميغيل بوليت
- كارلوس كويفاس